# 山本忠雄
山本 忠雄（やまもと ただお、1904年12月1日 - 1991年7月28日）は、日本の英語学者。

## 人物
大阪府出身。1928年東京帝国大学英語英文科卒。広島高等師範学校教授、広島文理科大学（のち広島大学）教授。1946年「Growth and system of the language of Dickens : an introduction to a Dickens lexicon」で東大文学博士、同論文で1953年日本学士院賞受賞。神戸大学教授、1968年定年退任、大谷女子大学教授。

## 著書
- 『文体論研究』三省堂 1938
- 『文体論 方法と問題』賢文館 1940
- 『英国民と清教主義』京極書店・建文新書 1943
- 『ディッケンズの英語』研究社出版 1951 研究社新英米文学語学講座
- 『シエイクスピアの言語と表現』南雲堂 1959
- 『山本忠雄博士遺稿集 滞英日記・英語英文学論稿』黒瀬保、伊藤弘之編 溪水社 2000

### 翻訳
- ホルン『英語学パンフレツト 第10編 英語の形態と機能』研究社 1934

### 記念論集
- 『英語英文学研究 山本忠雄先生学士院賞受賞記念』研究社出版 1957

## 参考
- デジタル版日本人名大辞典